# Aktywacja folii z tworzyw sztucznych
Aktywacja folii z tworzyw sztucznych – proces technologiczny, w wyniku którego otrzymuje się powierzchnie zwilżalne farbami drukowymi, klejami, mieszankami powlekającymi. Powierzchnię folii PP (polipropylen) i PE (polietylen) charakteryzuje stosunkowo niska energia powierzchniowa i dopiero aktywacja umożliwia drukowanie, klejenie czy powlekanie. Umożliwia również nanoszenie folii do termodruku (hot-stamping) lub folii cold-stampingowej.
Aktywacja folii dokonywana jest metodą chemiczną (np. gazowym fluorem) lub fizyczną (np. termiczną i elektryczną). Folia aktywowana powinna mieć energię powierzchniową większą od napięcia powierzchniowego farby, kleju czy mieszanki powlekającej o min. 10 mN/m. Farby stosowane do zadruku takich powierzchni mają z reguły napięcie 20-25 mN/m.
Energia powierzchniowa aktywowanej folii może być sprawdzana np. pisakiem do badania energii powierzchniowej, zwłaszcza że stopień aktywacji może zmniejszać się wraz z czasem.

## Energia powierzchniowa tworzyw
| skrót literowy | nazwa                              | energia powierzchniowa przed aktywacją | energia powierzchniowa do druku farbami rozpuszczalnikowymi | energia powierzchniowa do druku farbami utrwalanymi UV | energia powierzchniowa do druku farbami wodorozcieńczalnymi | energia powierzchniowa do laminowania foliami | energia powierzchniowa do laminowania z papierem |
| -------------- | ---------------------------------- | -------------------------------------- | ----------------------------------------------------------- | ------------------------------------------------------ | ----------------------------------------------------------- | --------------------------------------------- | ------------------------------------------------ |
| PP             | polipropylen                       | 29 mN/m                                | 40 mN/m                                                     | 44-48 mN/m                                             | 44-50 mN/m                                                  | 38-40 mN/m                                    | 38-40 mN/m                                       |
| BOPP           | polipropylen orientowany dwuosiowo | 32 mN/m                                | brak danych                                                 | brak danych                                            | brak danych                                                 | brak danych                                   | brak danych                                      |
| LDPE           | polietylen                         | 31 mN/m                                | 38-42 mN/m                                                  | 42-46 mN/m                                             | 42-48 mN/m                                                  | 50-52 mN/m                                    | 42-44 mN/m                                       |
| HDPE           | polietylen                         | 32 mN/m                                | brak danych                                                 | brak danych                                            | brak danych                                                 | brak danych                                   | brak danych                                      |
| PC             | poliwęglan                         | 46,7 mN/m                              | brak danych                                                 | brak danych                                            | brak danych                                                 | brak danych                                   | brak danych                                      |
| PVC            | polichlorek winylu                 | 39,5 mN/m                              | brak danych                                                 | brak danych                                            | brak danych                                                 | brak danych                                   | brak danych                                      |
| PET            | politereftalan etylenu             | 43 mN/m                                | brak danych                                                 | brak danych                                            | brak danych                                                 | brak danych                                   | brak danych                                      |
| PS             | polistyren                         | 43,5 mN/m                              | brak danych                                                 | brak danych                                            | brak danych                                                 | brak danych                                   | brak danych                                      |
| PTFE           | politetrafluoroetylen              | 22,5 mN/m                              | brak danych                                                 | brak danych                                            | brak danych                                                 | brak danych                                   | brak danych                                      |

## Rodzaje aktywacji podłoża drukowego
- aktywacja koronowa

dokonywana wysoko napięciowymi wyładowaniami elektrycznymi. Trwałość aktywacji za pomocą tej metody jest rzędu kilkunastu miesięcy.
- aktywacja gazowym fluorem

bardzo skuteczna metoda wielkoprzemysłowa dzięki której aktywować można nawet powierzchnie o bardzo niskiej energii powierzchniowej, np. teflon
- aktywacja plazmowa

bardzo skuteczna metoda wielkoprzemysłowa dokonywana przez nadmuchiwanie zjonizowanymi w wyniku wyładowań elektrycznych gazami
- aktywacja promieniowaniem nadfioletowym

rzadko stosowane metoda z racji na swą niską wydajność, polegająca na kilkuminutowym naświetlaniu przedmiotów
- aktywacja płomieniowa

dokonywana przez oddziaływanie na przedmiot płomieniem gazowym, zwykle propanowo-butanowym. Trwałość aktywacji za pomocą tej metody jest rzędu kilku dni.